# Alejandra
Alejandra is een plaats in het Argentijnse bestuurlijke gebied San Javier in de provincie Santa Fe. De plaats telt 4169 inwoners.

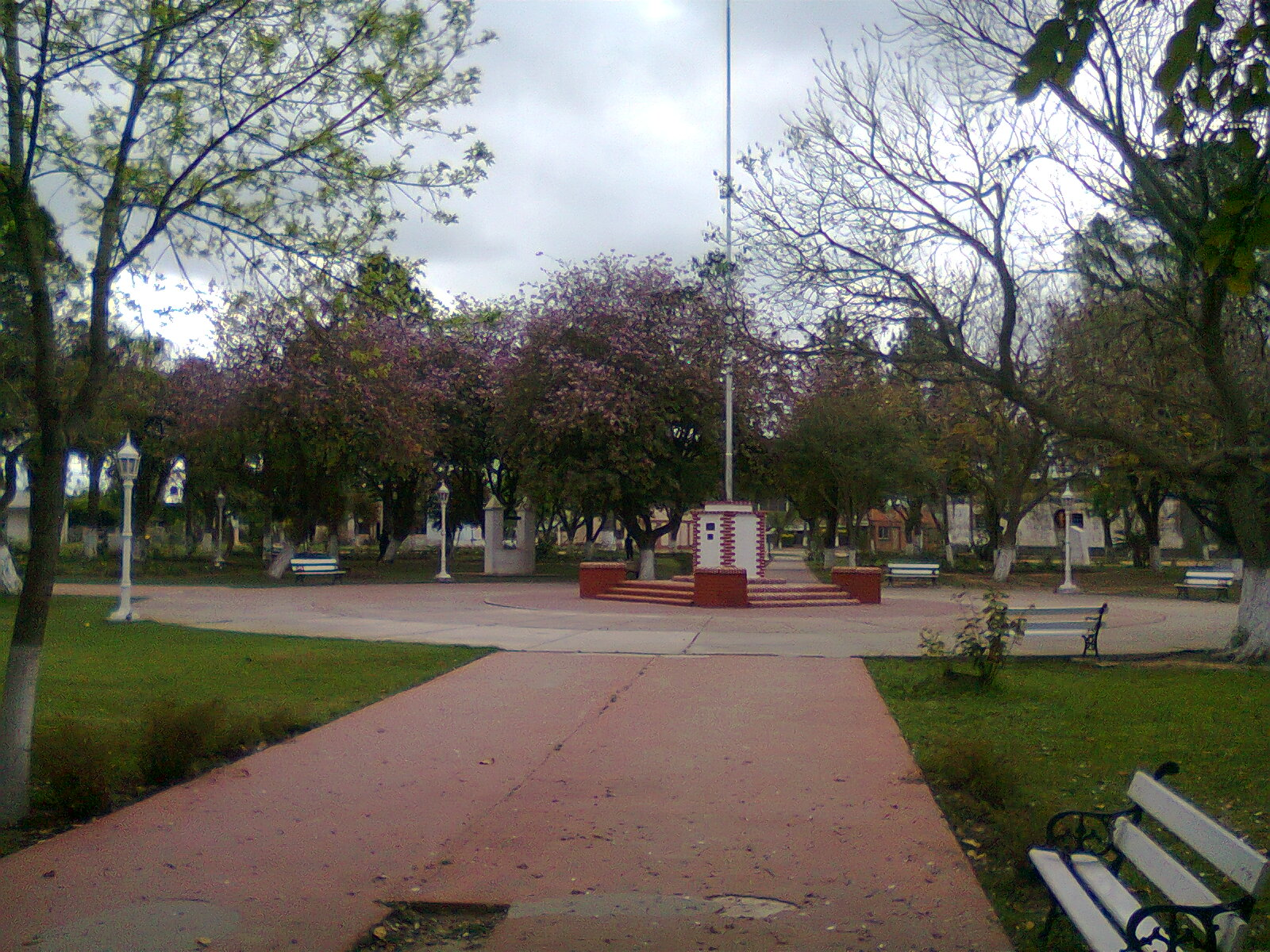
Centraal plein van Alejandra
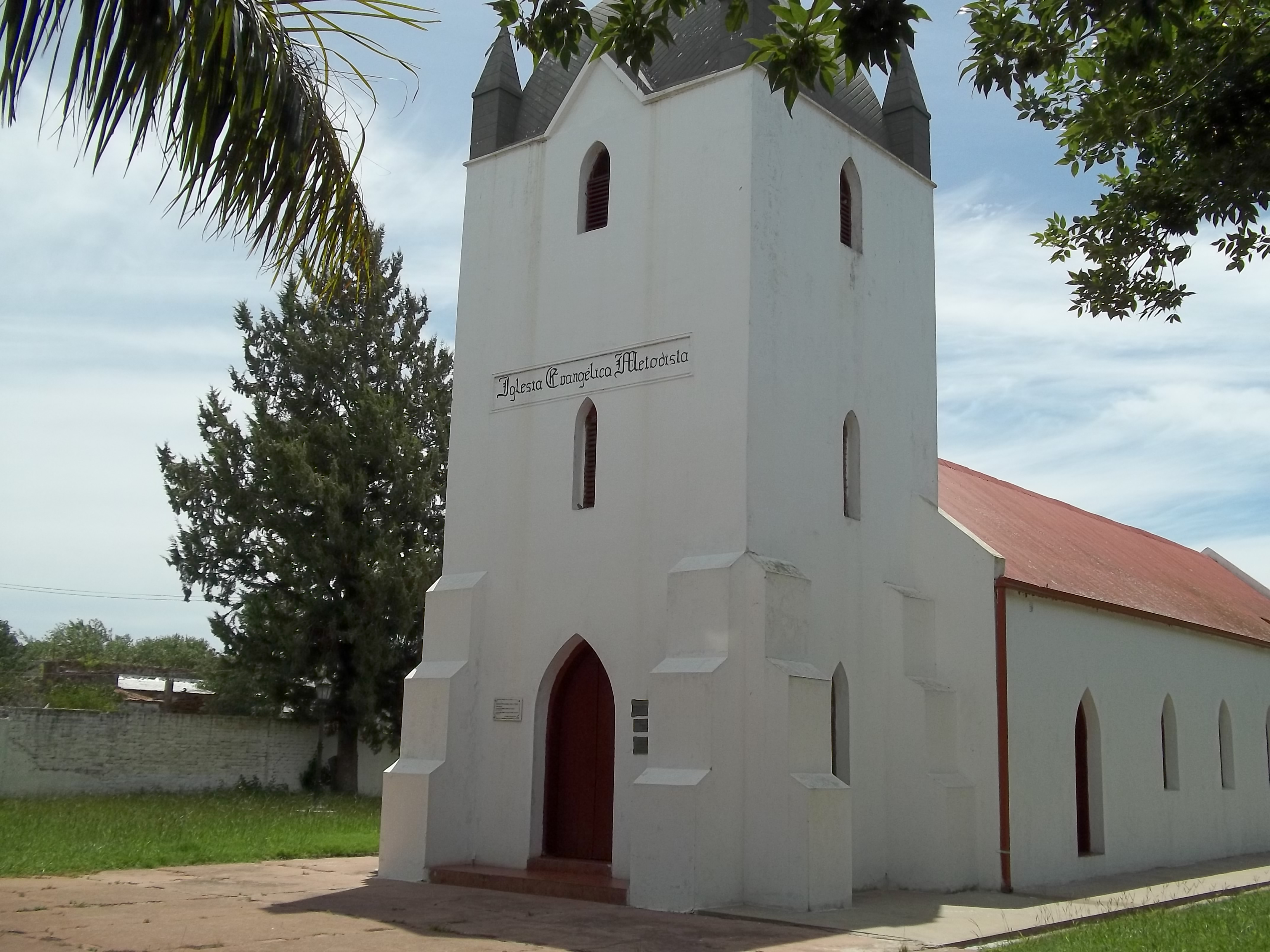
Protestantse kerk van Alejandra